# Lluç de Sud-àfrica
El lluç de Sud-àfrica (Merluccius capensis) és una espècie de peix pertanyent a la família dels merlúccids.

## Descripció
- Pot arribar a fer 140 cm de llargària màxima (normalment, en fa 50).
- El dors és de color marró clar i el ventre varia entre l'argentat i el blanc.
- 1 espina i 47-54 radis tous a l'aleta dorsal i 37-41 radis tous a l'anal.[3][4][5]

## Reproducció
Té lloc durant tot l'any, amb pics de màxima activitat a l'agost i el setembre.

## Alimentació
Els juvenils (fins al voltant dels 64 cm de llargària) es nodreixen de crustacis petits i mictòfids, mentre que els individus més grossos mengen principalment Trachurus i lluços petits. El canibalisme hi és freqüent.

## Depredadors
És depredat per Thyrsites atun, la rajada blanca (Raja alba), la clavellada (Raja clavata), Raja doutrei, Raja leopardus, Rajella barnardi, ocells marins i Genypterus capensis (a Namíbia). A més, a Sud-àfrica forma part de la dieta de Merluccius paradoxus, Atractoscion aequidens, Cynoglossus zanzibarensis, Chelidonichthys capensis, Lophius vomerinus, Helicolenus dactylopterus, Chelidonichthys capensis, Merluccius capensis, Arctocephalu pusillus pusillus, el peix martell (Sphyrna zygaena) i el tauró bronzat (Carcharhinus brachyurus).

## Hàbitat
És un peix marí, batidemersal i oceanòdrom, el qual viu entre 50 i 1.000 m de fondària (normalment, entre 150 i 450) a la plataforma i el talús continentals. Migra cap al sud a la primavera i cap al nord a la tardor.

## Distribució geogràfica
Es troba a l'Atlàntic sud-oriental: des de Baie Farte (Angola) fins a KwaZulu-Natal (Sud-àfrica).

## Observacions
És inofensiu per als humans, es comercialitza fumat, congelat i fresc, i es menja al vapor, fregit o enfornat.